# Acer BYOC
Acer BYOC是宏碁推出的一項私有雲服務，2012年4月推出，前稱AcerCloud。利用電腦即可搭建自己的私有雲端，供任何平板電腦、智慧型手機、桌上型電腦、網路儲存設備或其他設備使用，允許用戶在多平台多設備之間的支持音樂、影像、照片及任何普通文件格式的共享和文件傳輸。

## 事件
- 2014年5月29日，更名Acer BYOC（全稱：Build Your Own Cloud）。

## 組件
- ab應用程式
  - ab相片
  - ab檔案
  - ab文件
  - ab音樂